# Ebenauer Köpfe und Wisch
Ebenauer Köpfe und Wisch ist der Name eines Naturschutzgebiets im thüringischen Wartburgkreis. Es erstreckt sich von Creuzburg entlang der Werra bis nach Ebenau. Die Landschaft wird von den schroffen Muschelkalkfelsen des steilen Werraprallhangs geprägt. Deren miteinander verwobenen Komplexe von Magerrasen, Pionier- und Felsgesellschaften, Wacholderheiden sowie naturnahen Wäldern mit Kiefern, Buchen, Traubeneichen und Hainbuchen gelten aus naturschutzfachlicher Sicht als wertvoll. Die Trockenbiotope in diesem Bereich sind zum Lebensraum für seltene Pflanzen und Tiere, wie Orchideen, Fledermäuse und Insekten geworden und werden mit der Ausweisung als Naturschutzgebiet im Jahr 1996 besonders geschützt. Das Schutzgebiet gilt als ein wichtiges Vernetzungselement im Biotopverbund des Werratals.

## Lage
Die Ebenauer Köpfe liegen nördlich von Creuzburg, im Nordwesten des Wartburgkreises, im Randgebiet Thüringens zu Nordhessen. Sie erheben sich linksseitig der Werra bis auf eine Höhe von 376 m. Nach Süden begrenzt die Landesstraße 1017 nach Mihla das Schutzgebiet. Administrativ gehört das Schutzgebiet zum Amt Creuzburg, einer Stadt die durch den Zusammenschluss von Creuzburg mit den Gemeinden Ebenshausen und Mihla entstanden ist. Das Amt Creuzburg ist der Sitz der Verwaltungsgemeinschaft Hainich-Werratal.
Nach der innerthüringischen naturräumlichen Gliederung der Landesanstalt für Umwelt und Geologie gehört das Schutzgebiet zu der Einheit „Werrabergland-Hörselberge“ der Landschaft „Muschelkalk-Platten und -Bergländer“. Im Westen grenzen die Teileinheiten „Nördlicher Ringgau“, „Netra-Ifta-Talung“ und „Südlicher Ringgau“ der naturräumlichen Haupteinheit „Nordwestliche Randplatte des Thüringer Beckens “ an.

## Geologie

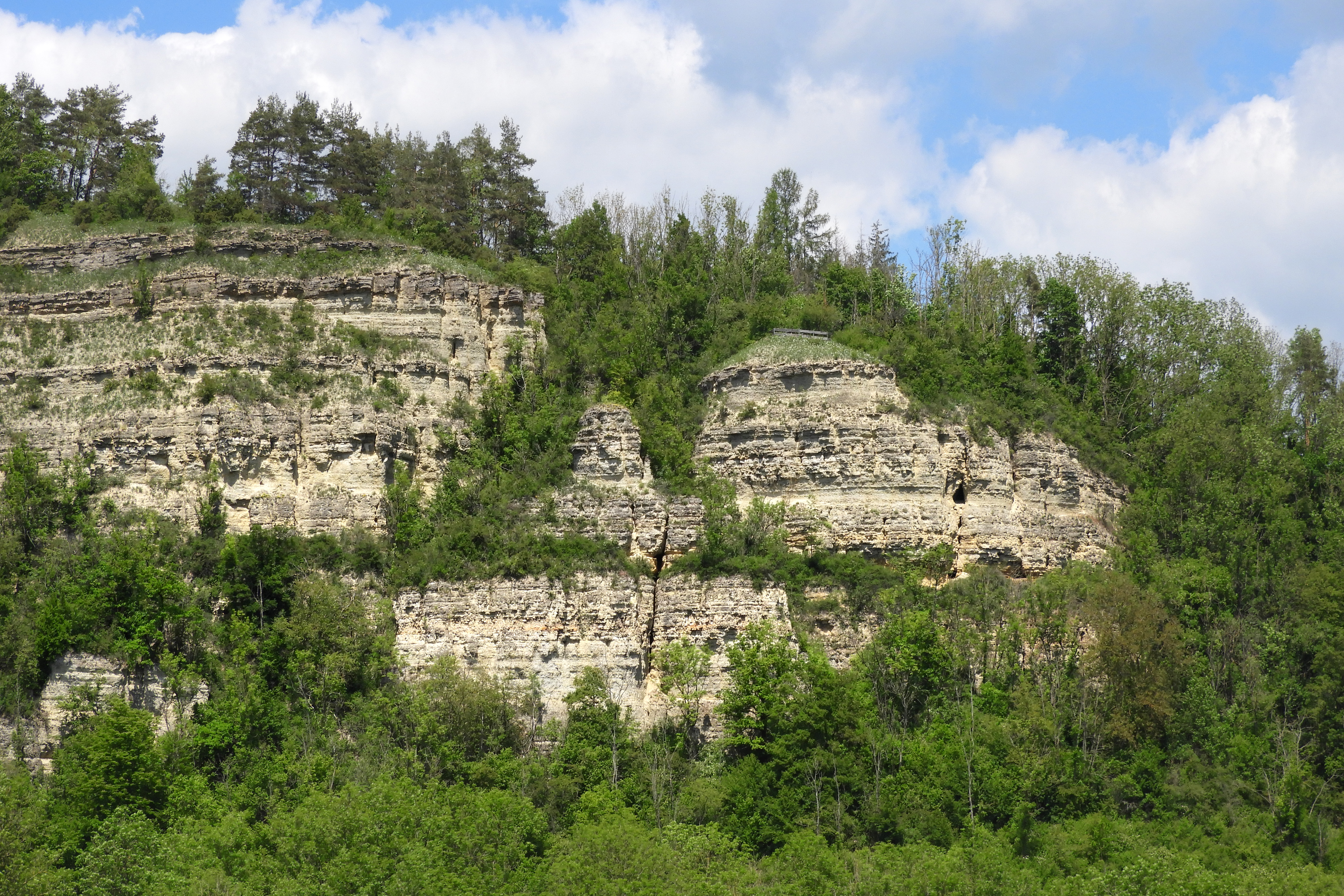
Felspartie im östlichen Bereich des Naturschutzgebiets.

Bei dem sogenannten Creuzburger Werradurchbruch hat sich der Fluss zwischen Creuzburg und Treffurt in das dort anstehende Muschelkalk-Massiv eingegraben und so ein 150 bis 170 m tiefes canyonartiges Tal geschaffen, in dem sich eng geschwungene Talmäander mit steilen, felsigen Prallhängen und flacheren Gleithängen ausgebildet haben.
Besonders im Bereich der Ebenauer Köpfe und der benachbarten Nordmannssteine entstanden steile Abbruchkanten, die von Runsen und Felskanzeln mit zehn bis fünfzehn Meter Höhe untergliedert werden. Geologisch bilden Formationen aus Oberem bis Unterem Muschelkalk das Ausgangsgestein für die Steilhänge, die oft in senkrechter Form ausgeprägt sind. Der Werraprallhang im Schutzgebiet hat mit einer Höhe von über 110 m Neigungen von 30° bis 40°. An den Hängen stehen Wellenkalkbänke des Unteren Muschelkalks mit eingelagerten harten Partien an, die deutlich sichtbar als parallel verlaufende Felsleisten heraus gewittert wurden und am Fuß der Hänge schmale Blockhalden bilden. Oberhalb der Steilhänge schließt sich ein flacherer Oberhang an, der aus Mittlerem Muschelkalk besteht. In diesem Oberhangbereich sind tonig-steinige Lehmböden mit Lösseinfluss verbreitet, in denen sich Berglehm- und Fels-Rendzina entwickelt haben. Im Nordwesten findet sich kleinflächig noch der Grenzdolomit des Unteren Keupers.

## Das Schutzgebiet
Das Mittlere Werratal wird dem Klimabezirk „Nordwestthüringer Höhen“ innerhalb des Klimagebiets „Mitteldeutsches Berg- und Hügellandklima“ zugeordnet, das subatlantisch getönt ist. Als eine besondere Eigenheit des Schutzgebiets gelten die großen kleinklimatischen Unterschiede: Die südexponierten Lagen der Steilhänge sind extrem trockenen Bedingungen mit hoher Sonneneinstrahlung ausgesetzt, während die bewaldeten Flächen, die zum Teil nach Norden ausgerichtet sind, sich durch ein luftfeuchtes, kühleres Klima auszeichnen.

### Vegetation

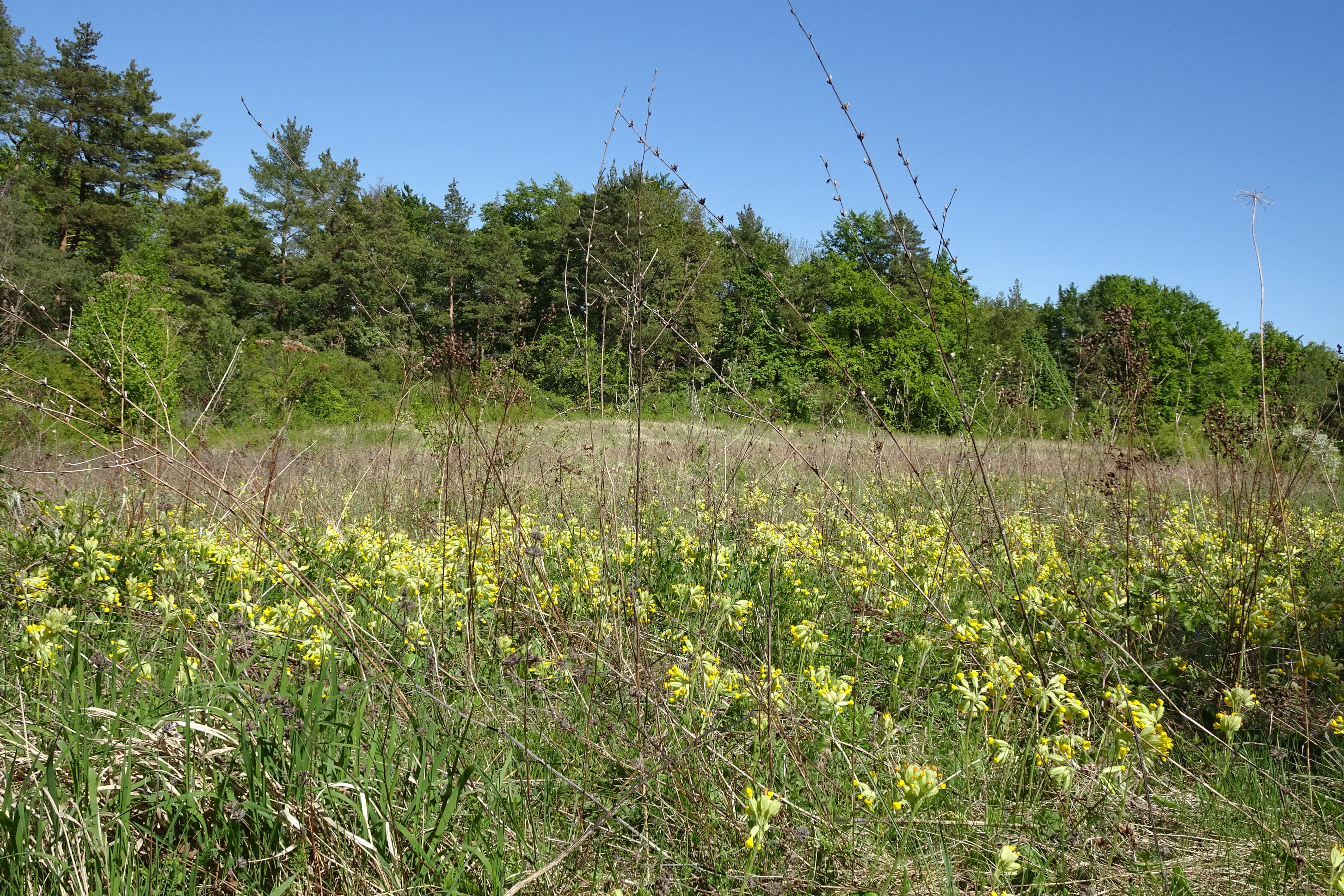
Halbtrockenrasen mit Schlüsselblumen auf dem Plateau der Ebenauer Köpfe.

Im Naturschutzgebiet kommen Abfolgen von Biotopen vor, die als typisch für Standorte auf Muschelkalk gelten und als schützenswert angesehen werden. Vegetationskundlich werden sie den Gesellschaften „Berglauch-Wimperperlgras-Flur“, „Fiederzwenken-Graslilien-Halbtrockenrasen“, „Blutstorchschnabel-Hirschwurz-Saum“ und „Enzian-Schillergras-Rasen“ zugeordnet. Große Flächen werden von einem lichten „Fiederzwenken-Kiefernforst“ bewachsen, in der sich teilweise eine dichte Strauchschicht ausgebildet hat.
Die Flora ist reich an Orchideen. Neben großen Beständen von Helm- und Purpur-Knabenkraut gehören zu den botanischen Kostbarkeiten Grünliche Waldhyazinthe, Stattliches Knabenkraut sowie Kleine Spinnen-Ragwurz, die hier ihr einziges natürliches Vorkommen in Thüringen hat.
Zu den Besonderheiten gehören auch die Moose der trockenwarmen Standorte an den besonnten Kalkfelsbänken, mit dem Hohlblättrigem Schlafmoos dessen einziger Fundort in Westthüringen im Schutzgebiet liegt und den mediterranen Moosen der Felsspalten. Als von Bedeutung gelten auch die über fünfzig Flechten und die zwei flechtenbewohnenden Pilze die bisher im Naturschutzgebiet nachgewiesen werden konnten.
Die Ebenauer Köpfe zeigen einen starken Offenlandcharakter. Die mosaikartig zusammengesetzten Biotopkomplexe aus Felsgesellschaften, Magerrasen und Ruderalfluren sind keine stabilen Vegetationsstadien. Von den Randbereichen her befinden sie sich vielfach in Sukzession zum Pionier- und Trockenwald. Die in früheren Zeiten als Obstgärten, Weinberge oder Schaftrift genutzten Bereiche können nach den Erkenntnissen der Naturschützer in ihrer Vielfalt nur erhalten werden, wenn eine extensive Bewirtschaftung oder ständige Pflege erfolgt.

### Fauna
Das große Nahrungs- und Quartierangebot nutzen Fledermäuse. Mit dem Großen Mausohr und der Kleinen Hufeisennase leben zwei streng geschützte Arten im Gebiet. Sie gehören zu den Gattungen die als von gemeinschaftlichem Interesse gelten und für die nach dem Anhang II der FFH-Richtlinie besondere Schutzgebiete ausgewiesen werden müssen. Das Große Mausohr, die größte einheimische Fledermaus, kommt in Thüringen noch in fast allen wärmebegünstigten und strukturreichen Naturräumen vor. Hier hat sie bundesweit eine ihrer größten Bestände. Das Vorkommen der Kleinen Hufeisennase im Gebiet war lange nicht bekannt. In den 2000er Jahren wurde ein Wochenstubenquartier in einer der natürlichen Höhlen, die sich in den Felswänden der Ebenauer Köpfe befinden, nachgewiesen. Die kleinste europäische Hufeisennasenart, durch ihren auffälligen Nasenaufsatz unverkennbar, ist sehr selten und durch die Veränderungen ihres Lebensraumes stark gefährdet. Thüringen jedoch beherbergt mit rund zweitausend Tieren die weitaus größten Populationen in Deutschland, weshalb dem regionalen Naturschutz die wesentliche Aufgabe des Bestandserhalts zukommt.
Bei den Untersuchungen für das Schutzwürdigkeitsgutachten zum Naturschutzgebiet wurden im Jahr 1992 fünfunddreißig Tagfalterarten beobachtet. Unter ihnen waren mit Quendel-Ameisenbläuling, Waldteufel, Kreuzdorn-Zipfelfalter und Komma-Dickkopffalter gefährdete Rote-Liste-Arten. Auch die nachtaktiven Schmetterlinge sind reich vertreten. In den Jahren von 1979 bis 2000 sind über einhundert verschiedene Eulenfalter, über einhundert Spanner und rund fünfzig Arten von Spinnern und Schwärmern gefunden worden. Eine Bestandsaufnahme der Kleinschmetterlinge Anfang der 2000er Jahre erbrachte rund dreißig Artnachweise, darunter waren fünf Zünsler-Arten, die erstmals in Thüringen festgestellt wurden. Die Funde von mehreren Heuschreckenarten, unter ihnen Rotflügelige Schnarrschrecke, Waldgrille und Rote Keulenschrecke sowie der Bergzikade und des Bockkäfers lassen vermuten, dass weitere besondere Arten anderer Insektengruppen hier leben.
Unter den beobachteten Vogelarten stehen mit Uhu und Rotmilan zwei auf der Roten Liste der vom Aussterben bedrohten Arten. Die Felspartien gelten als ein ideales Bruthabitat für die größte einheimische Eulenart.

### Lebensräume
Bei den Änderungen von Naturschutzgebietsverordnungen im Hinblick auf die Umsetzung der Richtlinie 92/43/EWG (Fauna-Flora-Habitat-Richtlinie) im Jahr 2006, bekamen die Ebenauer Köpfe eine besondere Bedeutung für die Erhaltung mehrerer Lebensräume. Zu ihnen gehören die Lebensraumtypen (LRT) Naturnahe Kalk-Trockenrasen und deren Verbuschungsstadien (besondere Bestände mit bemerkenswerten Orchideen) (6210*), Lückige basophile oder Kalk-Pionierrasen (6110*) und Schlucht- und Hangmischwälder (9180*). Sie gelten wegen ihrer Seltenheit und der Bedeutung für die Artenvielfalt als „prioritär“ und diese Einstufung hat besonders strenge Schutzvorschriften zur Folge. Bedeutsam ist das Naturschutzgebiet auch für die nicht prioritären Biotoptypen Naturnahe Kalk-Trockenrasen (6210), Kalkfelsen mit Felsspaltenvegetation (8210), Waldmeister-Buchenwald (9130), Mitteleuropäischer Orchideen-Kalk-Buchenwald (9150) und Labkraut-Eichen-Hainbuchenwald (9170).

## Unterschutzstellung

### Naturschutzgebiet
Nach einer einstweiligen Sicherstellung in den Jahren von 1990 bis 1995 wurden die Ebenauer Köpfe mit Verordnung vom 12. April 1996 des Thüringer Landesverwaltungsamtes zum Naturschutzgebiet erklärt. Mit der Ausweisung sollte ein 45,7 Hektar großer Komplex von Trockenbiotopen erhalten werden, der zum Lebensraum seltener Pflanzen und Tiere geworden ist. Besonders die Populationen von Orchideen, Fledermäusen und Insekten werden auch bundesweit als bedeutsam angesehen.
Im November 2016 wurde ein Verordnungsentwurf zur Erweiterung des Naturschutzgebiets aufgestellt. Die Hänge der Flurbereiche „Wisch“ und „Hahn“, die durch ein Mosaik aus Kalkmagerrasen mit wärmeliebenden Pflanzen, naturnahen Wäldern mit Kiefern, Buchen, Traubeneichen und Hainbuchen, Gebüschen und einigen Obstbäumen geprägt werden, sollten das Schutzgebiet ergänzen. Der kleine Spielplatz mit einer Wanderhütte und Bänken auf dem Wisch wurde nicht mit in den geschützten Bereich aufgenommen, damit er auch künftig ohne viele Einschränkungen genutzt werden kann. Nach einer Phase der Abwägung von Einwänden wurde mit Verordnung vom 13. November 2017 die Schutzgebietsfläche auf 79,7 Hektar vergrößert und in Naturschutzgebiet „Ebenauer Köpfe und Wisch“ umbenannt. Die neuausgewiesene Fläche liegt außerhalb des FFH-Gebiets. Das Schutzgebiet hat die thüringeninterne Kennung 64 und den WDPA-Code 162830.

### Fauna-Flora-Habitat-Gebiet

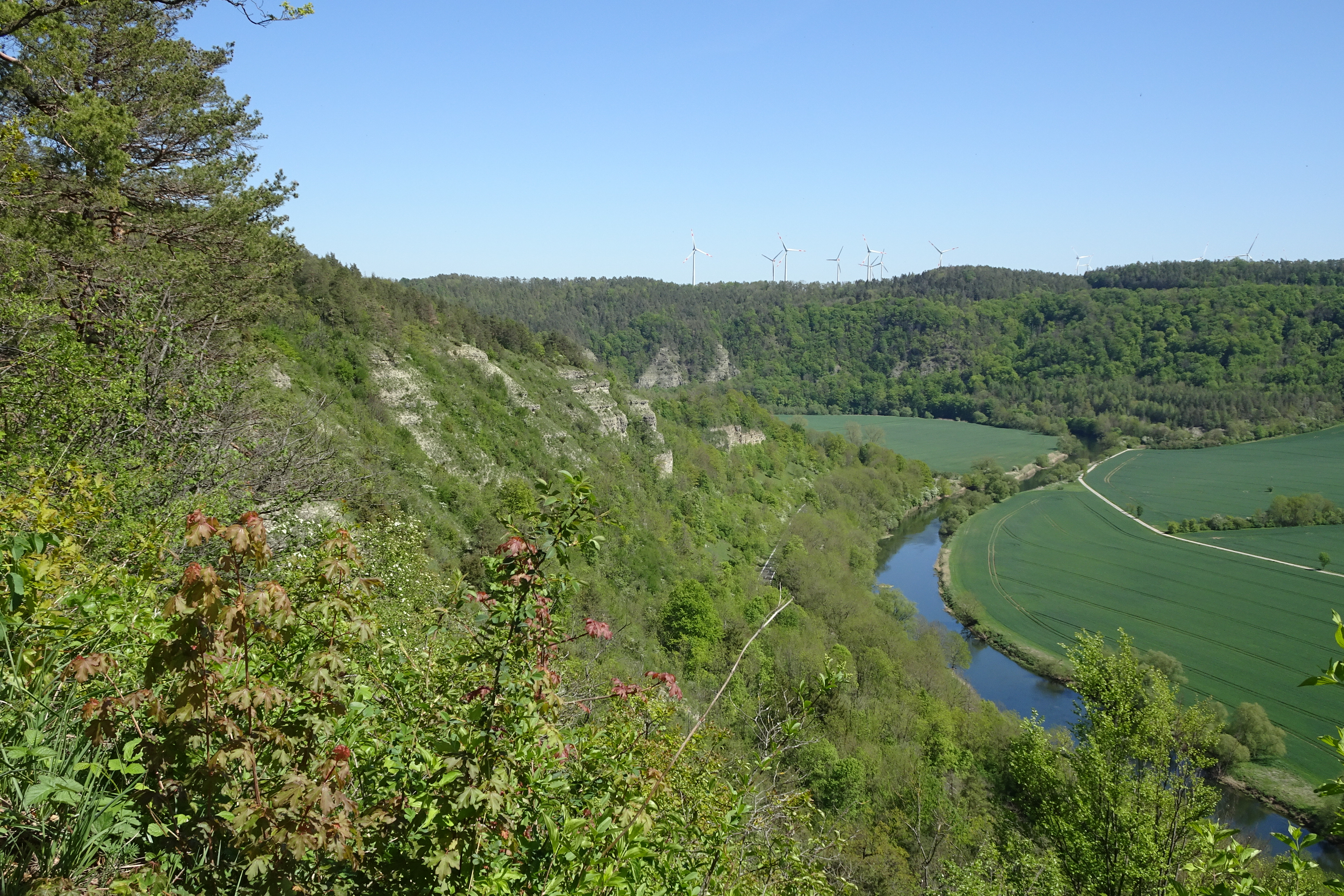
Blick nach Osten über die Ebenauer Köpfe und das Werratal zu den Nordmannssteinen.

Gemeinsam mit den benachbarten Naturschutzgebieten „Klosterholz und Nordmannssteine“ und „Lienig“ wurden die Ebenauer Köpfe im September 2000 durch das Thüringer Umweltministerium als Flora-Fauna-Habitat-Gebiet vorgeschlagen und über das Bundesumweltministerium an die EU-Kommission gemeldet. Nach der Bestätigung der Aufnahme in das länderübergreifende Schutzgebietsnetzwerk Natura 2000 folgte die rechtliche Umsetzung mit der „Thüringer Natura 2000-Erhaltungsziele-Verordnung“ vom 29. Mai 2008. Das dreiteilige FFH-Gebiet mit dem Namen „Creuzburger Werratal-Hänge“ hat in Thüringen die Nummer 35, die europäische Gebietsnummer 4927-303 und den WDPA-Code 555520295. Das 147 Hektar große FFH-Gebiet liegt in den Gemarkungen der Stadt Creuzburg im Südwesten und dem Ortsteil Buchenau der Gemeinde Mihla im Nordosten der Verwaltungsgemeinschaft Hainich-Werratal.
Der Flusslauf der Werra unterhalb der Ebenauer Köpfe gehört zu dem Flora-Fauna-Habitat-Gebiet „Werra bis Treffurt mit Zuflüssen“. Das 2.260 Hektar große Schutzgebiet hat die europäische Gebietsnummer 5328-305 und die thüringische Nummer 111. Mit vielen Teilflächen erstreckt es sich entlang der Werra von den Quellbereichen bis zur Landesgrenze bei Treffurt. Erhaltungsziele sind, neben anderen, die Lebensräume der bedrohten Fischarten Bachneunauge und Westgroppe, des Fischotters, der Gelbbauchunke und des Kammmolchs sowie der Fledermausfauna, mit Kleiner Hufeisennase, Bechstein-, Mops- und Teichfledermaus, vor schädlichen Einflüssen zu bewahren. Besonders geschützt werden ebenfalls Schlammbänke und die flutende Wasserpflanzenvegetation.

## Touristische Erschließung

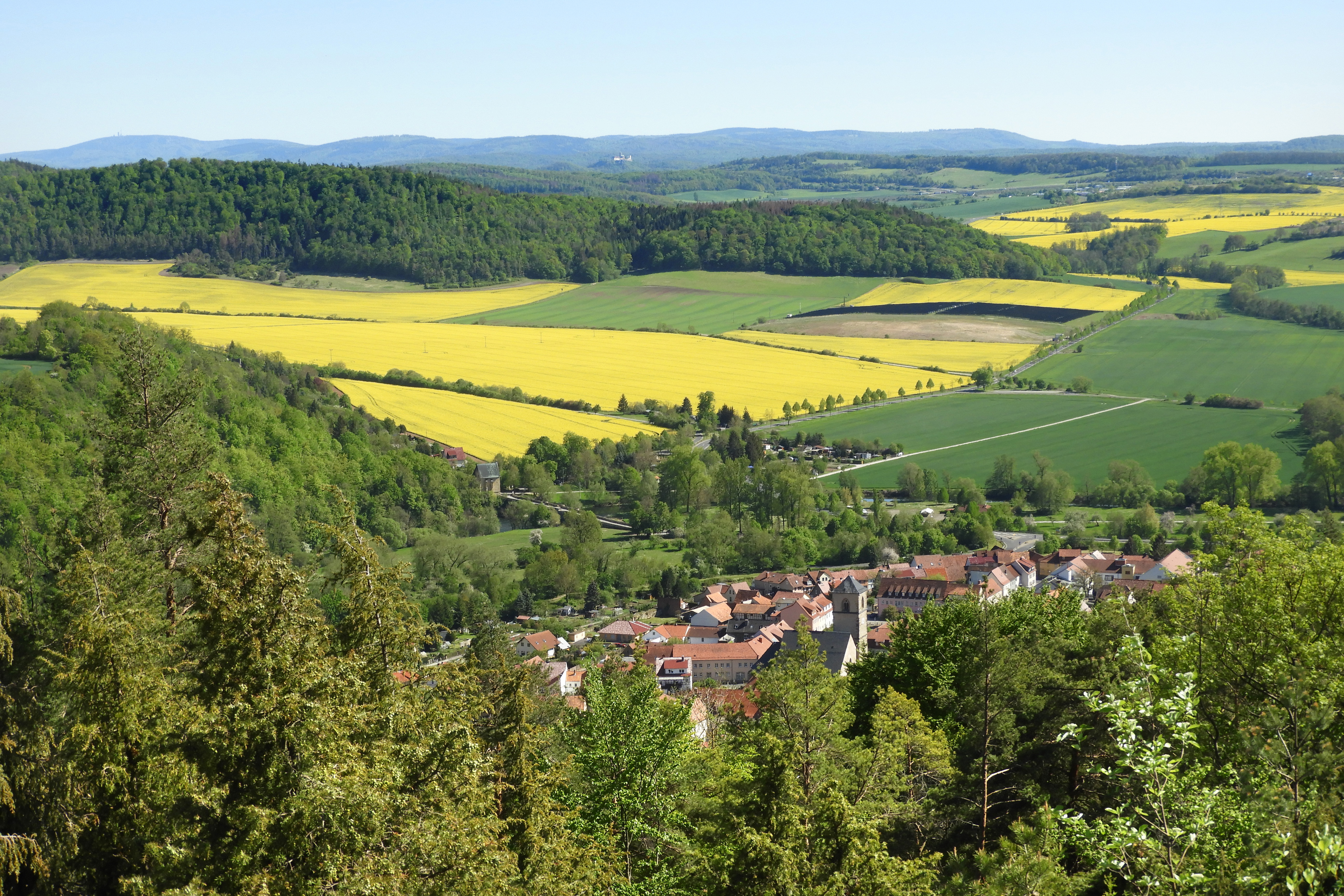
Blick vom „Wisch“ über Creuzburg und den südwestlichen Teil des Naturparks „Eichsfeld-Hainich-Werratal“ zur Wartburg und zu den nördlichen Bergen des Thüringer Waldes.

Creuzburg und Mihla gelten als regional bedeutende Fremdenverkehrssorte mit großem Potenzial für Formen des sanften Tourismus, wie Wandern, Radwandern und Wassersport. Im Gebiet werden mehrere Tageswanderungen und Themenwege für Tagestouristen und Ausflügler sowie Fernwanderwege und Pilgerwege für Aktivurlauber angeboten.
- Durch das Schutzgebiet führt der Naturlehrpfad „Muschelkalkhänge bei Creuzburg“ mit einem „L“ als Wegzeichen. An der rund vier Kilometer langen Strecke unterrichten mehrere Schautafeln über ökologische, geologische und naturkundliche Zusammenhänge sowie über Maßnahmen zur Erhaltung der Kulturlandschaft.
- Am Weg, außerhalb des Schutzgebiets liegt die Gottesackerkirche inmitten eines alten Friedhofes oberhalb der Stadt. Sie beherbergt eine Schau zum Naturpark Eichsfeld-Hainich-Werratal. Die im Jahr 2017 neu eröffnete Ausstellung informiert über die landschaftlichen Besonderheiten sowie über die Arbeit und Aufgaben des Naturparks.
- Bei der Gottesackerkirche endet auch der über den Wisch kommende Naturparkweg Leine-Werra, der das Gütesiegel des Deutschen Wanderverbandes trägt. Die 98 Kilometer lange Tour führt auf weitgehend naturnahen und mit einem roten Quadrat markierten Wegen vom Heilbad Heiligenstadt bis nach Creuzburg.[16]
- Der „Hainichlandweg“, ein 126 Kilometer langer Rundwanderweg durch die Landkreise Wartburgkreis und Unstrut-Hainich-Kreis, mit einem Buchenblatt und einem roten Punkt in weißem Quadrat als Wegzeichen, verläuft durch das geschützte Gebiet wie auch der
- „Lutherweg“ auf seiner Etappe von Creuzburg nach Scherbda. Seine Wegemarkierung ist ein grünes „L“ in Frakturschrift.
- Die offene Fläche auf dem 363 m hohen Wisch im Naturschutzgebiet bietet einen Panoramablick zu den Bergen des nordwestlichen Thüringer Waldes und in das Werratal. Die Kuppe des „Hausberges“ von Creuzburg, auf der eine Wanderhütte und Bänke stehen, wurde nicht in den geschützten Bereich mit aufgenommen.
- Der Werratal-Radweg, verläuft bis zu der neu gebauten Werrabrücke bei Buchenau auf zwei alternativen Trassen rechts und links der Werra und ermöglicht gute Blicke auf die Hänge.